# Città di Shellharbour
La città di Shellharbour è una Local government area del Nuovo Galles del Sud, in Australia il cui capoluogo è nella località omonima.
Si estende su una superficie di 147 km² e ha una popolazione di 63605 abitanti.